# نگاشت نرمال

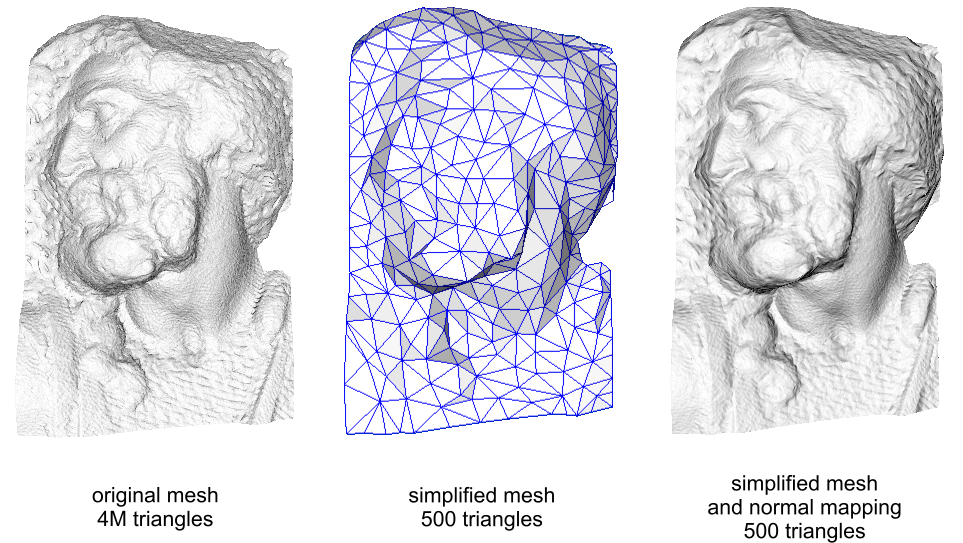
نگاشت نرمال استفاده شده برای جزئیات دادن به یک سطح ساده‌شده

نگاشت نرمال (انگلیسی: Normal Mapping) تکنیکی برای تقلید نورپردازی برجستگی‌ها و فرورفتگی است. این تکنیک برای افزودن جزئیات بدون اضافه کردن اضلاعی بیشتر به چندضلعی (به انگلیسی: Polygon) استفاده می‌شود. استفادهٔ رایج این تکنیک بهبود شایان ظاهر یک مدل چندضلعی ساده‌شده به کمک ایجاد نقشه‌ای از یک مدل با کیفیت یا نقشهٔ ارتفاع است. 